# Ультимо (исполнитель)
Ультимо (итал. Ultimo, настоящее имя — Никколо Морикони (Niccolò Moriconi) — итальянский автор-исполнитель, обладатель титула «гуру карбонары из Сан-Базилио»  и «Золотой мем Италии» . Победитель Фестиваля Sanremo-2018 в категории «Nuove Proposte» («Молодые исполнители») с песней Il ballo delle incertezze. В 2019 году на Фестивале итальянской песни Sanremo-2019 занял второе место с песней I tuoi particolari, в 2023 году — четвертое место с треком Alba.

## Биография

### Начало
Родился в Риме (район Сан-Базилио) 27 января 1996 года,
сын Сандро Морикони, инженера-строителя, и Анны Сансеверино, сотрудницы Enel, у него есть два старших брата по имени Лоренцо и Валерио. В 8 лет мама отдает Никколо в консерваторию Санта-Чечилия, где он обучается игре на фортепиано. В 14 лет начинает писать первые песни. В 2010 он поступает в Melody Music School, где обучается фортепиано и вокалу. 
В 2013 году он выигрывает третий выпуск песенного конкурса Una voce per il Sud с песней «Regalami un sorriso», посвященной детям онкологического отделения больницы Бамбино Джезу в Риме. В том же году, по случаю благотворительного концерта, он представляет вторую неопубликованную композицию «Amo te». 
6 февраля 2015 г. выходит сингл Diamante nel cielo, песня, отвергнутая фестивалем Sanremo в 2015 г. и посвященная другу, погибшему в автокатастрофе. В июле во время благотворительного концерта для детей с аутизмом он представляет песню «Il bambino con le scarpe viola». 
В этот же период, начиная с 2012 года, он делает попытки пробиться на большую сцену, записываясь на кастинги Amici, X Factor и Sanremo Giovani (в выпусках, которые режиссировал и проводил Карло Конти), однако все его заявки были отклонены (на Sanremo Giovani дважды). Никколо начинает выступать на сценах римских клубов, в основном в районе Сан-Лоренцо, таких как Spaghetti Unplugged, вместе с некоторыми будущими представителями римской независимой музыкальной сцены, включая Томмазо Парадизо и Мотта. 7 и 16 мая 2016 года он публикует на своем YouTube-канале песни Fragile и Ritrova i tuoi passi.
Главный толчок в карьере начинающего исполнителя происходит в 2016 году, когда независимый лейбл Honiro объявляет о старте музыкального хип-хоп конкурса «One Shoot Game». Ультимо принимает участие с песней «Sogni Appesi» и выигрывает контракт на сотрудничество с лейблом.
В мае 2017 года известный итальянский исполнитель Фабрицио Моро положительно оценивает тексты песен Ультимо и приглашает Ника открыть его концерт в Риме.
В сентябре того же года Ультимо выступает в Римском музее современного искусства (итал. MACRO / Museo di Arte Contemporanea di Roma) по случаю Honiro Label Party. Никколо дебютирует с синглом «Chiave», затем записывает и выпускает песни «Ovunque tu sia» и «Sabbia».
В октябре выходит первый альбом «Pianeti» и в короткие сроки занимает вторую строчку в рейтинге iTunes.

### Участие в конкурсе молодых исполнителей (Sanremo Giovani)
15 декабря 2017 года, на конкурсе Sarà Sanremo Ультимо объявляют участником Фестиваля Sanremo-2018 в номинации «Nuove proposte» (прим. «Молодые исполнители») с песней «Il ballo delle incertezze».
В финале конкурса, который прошел 9 февраля 2018 года, Ник занимает первое место, а также премию Lunezia за лучший текст. В тот же день лейбл решает опубликовать второй альбом исполнителя — «Peter Pan».

### Участие в фестивале итальянской песни Sanremo-2019
20 декабря 2018 года во время финала Sanremo Giovani Ультимо был назван одним из участников 69-го Фестиваля Санремо-2019 с песней «I tuoi particolari». 9 февраля следующего года состоялся финал Фестиваля, по итогам которого музыкант занял второе место.

### Полемика на Sanremo-2019
На пресс-конференции, после оглашения результатов финалистов, между журналистами и Никколо произошла полемика.
До и во время фестиваля итальянская пресса считала Ультимо одним из фаворитов на победу, и по итогам конкурса исполнитель занял второе место. Скандал между исполнителем и СМИ начался после того, как Ультимо, отвечая на вопрос журналиста о его отношении к победе Мамуда (ит. Alessandro Mahmoud, итальянский исполнитель. До и после фестиваля СМИ активно делали акцент на происхождении Алессандро. Отец Алессандро — египтянин, мать — итальянка, сам певец родился и вырос в Италии), назвал победителя фестиваля — «парень» (ит. «il ragazzo»). Журналисты интерпретировали данную фразу как оскорбление победителя и выразили недовольство возгласами, пытаясь не дать Ультимо продолжить отвечать на вопрос, а также провоцируя исполнителя на ответную реакцию. В итоге Ультимо обратился к прессе со словами: «На этой неделе (прим. фестиваль Санремо идет 5 дней) вы мните себя пупом Земли и за**ать — это ваш долг». На что журналисты, сидевшие в зале, отреагировали возмущенными криками с нецензурными ругательствами и свистом.
СМИ увидели в этих словах обиду исполнителя за провальное для него голосование пресс-центра (несмотря на победу в народном голосовании — 46 % у Ультимо, 14 % — у Мамуда), которое не позволило ему победить на Фестивале.
Сам же Ультимо отрицал, что пытался обидеть Мамуда или кого-то ещё своей фразой, и считал, что его слова специально были интерпретированы неправильно.
Однако после конференции итальянские масс-медиа начали публиковать ряд материалов с искажением слов исполнителя, намеренно дискредитировать и называть «расистом».

### Основание своего лейбла, работа в пандемию, альбом Solo и дуэт с Эдом Шираном (2020-2021)
В сентябре 2020 года он покидает лейбл Honiro и создает собственную независимую звукозаписывающую компанию Ultimo Records. В этот день выходит первый сингл, выпущенный уже собственным лейблом под названием 22 settembre. 22 декабря следующего года выходит сингл 7+3. 22 февраля 2021 года он выпустил кавер на песню Лучио Баттисти I giardini di marzo, записанную на студии Capitol Records в Лос-Анджелесе. 23 апреля 2021 года выходитсингл Buongiorno vita. Почему не 22 апреля? Потому что 22 апреля состоялась трансляция концерта  Buongiorno vita - L'evento, транслируемого из Археологического парка Колизея. Мероприятие побило рекорд продаж билетов в Италии на онлайн-трансляцию концерта. По состоянию на июнь 2021 года его музыкальный каталог на Spotify превысил 1 миллиард прослушиваний, что сделало Никколо самым молодым итальянским артистом, добившимся успеха в своей сфере.

22 сентября 2021 года, через год после выпуска сингла 22 September, Никколо объявил о выходе четвертого альбома Solo, запланированного на 22 октября 2021 года. 15 октября, перед премьерой альбома, выходит сингл Niente. Альбом дебютирует на первом месте в таблице FIMI. Спустя всего одну неделю, он был сертифицирован FIMI как золотой. Через месяц после выпуска альбом стал платиновым. 10 декабря 2021 года в качестве сингла вышла песня Supereroi, являющаяся саундтреком к одноименному фильму Паоло Дженовезе. Накануне синглу предшествовала публикация на YouTube видеоклипа с кадрами из фильма с участием актеров Алессандро Борги и Жасмин Тринка.

В январе 2022 года FIMI сообщает, что в годовом чарте 2021 года присутствуют все четыре альбома Ultimo: Solo (14 место) , Colpa delle Favole (48), Peter Pan (69) и Pianeti (90). 

25 марта 2022 года был выходит мини-альбом Solo - Home Piano Session, переиздание альбома Solo, содержащее 6 треков в акустической версии, а также неизданную песню Equilibrio Mentale, также в акустической версии. Все 7 треков были записаны в июле 2021 года на вилле на озере Комо. Альбом также выпущен в физической версии ограниченным тиражом в 5000 экземпляров с двойным CD. 4 апреля 2022 года альбом стал дважды платиновым от FIMI, продано более 100 000 копий .
6 мая 2022 года была выпущена итальянская версия 2step, сингла британского певца и автора песен Эда Ширана, содержащегося в альбоме =, в сотрудничестве с Ultimo.

### Тур по стадионам, Sanremo-2023 и Alba (2022-настоящее время)
25 мая 2022 года вышел сингл Vieni nel mio cuore, написанный во время репетиций к туру по стадионам Ultimo Stadi 2022. Тур Ultimo Stadi 2022, первоначально запланированный на 2020 год, а затем перенесенный сначала на 2021, а затем на 2022 год, из-за чрезвычайной ситуации с COVID-19, начался со Stadio Comunale в Бибионе 5 июня 2022 года. 11 аншлаговых концертов из 15, больше 600 000 проданных билетов - Ультимо стал самым молодым итальянским певцом, когда-либо выступавшим на стадионах. В частности, дата в Circo Massimo собрала, согласно данным, предоставленным SIAE, 70 151 зрителей и заняло 6-е место в десятке самых просматриваемых концертов в период с января по сентябрь 2022 года.

4 декабря 2022 г. стало известно о участии Никколо в фестивале Sanremo-2023, а 16 декабря, во время заключительного вечера Sanremo Giovani-2022, было раскрыто название песни — Alba. По итогам фестиваля песня заняла четвертое место. 17 февраля вышел альбом Alba, содержащий одноименную песню и два предыдущих сингла Vieni nel mio cuore и Ti va di stare bene. Альбом дебютировал на первом месте в турнирной таблице и всего через неделю был сертифицирован FIMI золотым c более чем 25 000 проданных копий. 
30 мая на Prime Video выходит шикарный документальный фильм Ultimo - Vivo coi sogni appesi, рассказывающий историю путешествия по 15 стадионам тура Ultimo Stadi 2022.

1 июля 2023 года стартовал тур Ultimo Stadi 2023 - La favola continua... со Stadio Teghil  в Линьяно-Саббьядоро; Тур включал в себя 6 дат на стадионах и все они прошли с аншлагами: было продано 342 532 билета, из которых примерно 195 000 пришлось на три концерта на Stadio Olimpico в Риме и 120 532 на два концерта на стадионе San Siro в Милане. Во время третьего концерта на Stadio Olimpico была незапланированно исполнена песня Paura mai, после выпущенная 21 июля как часть EP Ultimo Live Stadi 2023 вместе с пятью другими треками альбома Alba в концертной версии. 
Во время летнего тура 2023 года был анонсирован тур по стадионам в 2024 году. Концерт на стадионе Диего Армандо Марадона в Неаполе был объявлен 4 июля, на который продали 10 000 билетов за первые полчаса . Впоследствии, 12 июля, были объявлены еще 4 даты на стадионах Турина, Рима, Мессины и Падуи; на эти даты за первые тридцать минут продали 50 000 билетов. Второй концерт на Stadio Olimpico в Риме также был объявлен 20 июля. С этими цифрами промежуточный итог за последние 5 лет составил: 29 стадионов и более миллиона проданных билетов.

## Стиль и влияние других исполнителей
В начале своей карьеры Ультимо часто определял себя как «cantautorap», описывая свою музыку где-то между рэпом (и хип-хопом в целом) и эстрадным исполнением. Это особенно заметно в первом альбоме Pianeti, а также в последующем Peter Pan, где смешаны поп и хип-хоп. Санремовский сингл Il ballo delle incertezze был задуман автором-исполнителем как «три песни в одной: фортепианный и авторский голос, эстрадное пение и рэп-куплет». Однако уже с выходом третьего альбома Colpa delle favole отпечаток рэпа сохранился только в одной песне Aperitivo Grezzo, в которой рэп смешан с регги. В качестве ориентира своего творчества Никколо называл таких итальянских исполнителей как: Лучио Далла, Антонелло Вендитти, Франческо Де Грегори, Чезаре Кремонини, Васко Росси, Ренато Зеро, Фабрицио Моро и Клаудио Бальони.

## Благотворительность
Исполнитель не любит афишировать, однако он много времени уделяет благотворительности.
В декабре 2012 года Никколо принимает участие в благотворительном концерте, организованном музыкальной школой Melody Music School и ассоциацией Asso Tutela. Концерт провели для детей из онкогематологического отделения больницы Bambino Gesù в Риме. Никколо Морикони по этому случаю написал и исполнил песню под названием «Regalami un sorriso» («Подари мне улыбку»).
25 декабря 2018 года на Рождество Никколо отправился в общину Святого Эгидия (Sant’Egidio), которая занимается помощью мигрантам, инвалидам, беспризорным детям, пожилым и бездомным людям:
«Сегодня было другое Рождество, проведенное с прекрасной общиной Sant’Egidio, которую я благодарю за гостеприимство. Я обедал с ребятами, детьми, мужчинами и женщинами всех возрастов, и у меня был концерт для них. Нам было весело, мы праздновали, и мы рассказали так много историй, наполненных жизнью», — Ultimo.
В марте 2019 года Ультимо навестил детей из гематологической клиники «Манделли» в Риме.
С 8 ноября 2019 года Никколо Морикони официально становится амбассадором Unicef (Детский фонд Объединённых Наций).

## Дискография
Ультимо выпустил три студийных альбома и 15 синглов, c 2017 по 2019 год. Он получил 28 платиновых e 17 золотых сертификаций, равных 1.825.000 сертифицированным копиям FIMI.

### Студийные альбомы
| Год             | Название                  | Сертификация      |                |         |                   |
| --------------- | ------------------------- | ----------------- | -------------- | ------- | ----------------- |
| Год             | Название                  | Сертификация      | 6 октября 2017 | Pianeti | - ITA: 2х Platino |
| 9 февраля 2018  | Peter Pan                 | - ITA: 3x Platino |                |         |                   |
| 5 апреля 2019   | Colpa delle favole        | - ITA: 2x Platino |                |         |                   |
| 22 октября 2021 | Solo                      | ITA: 3x Platino   |                |         |                   |
| 17 февраля 2023 | Alba                      | ITA: Platino      |                |         |                   |
| EP              |                           |                   |                |         |                   |
| 25 марта 2022   | Solo - Home Piano Session | ITA: 2x Platino   |                |         |                   |
| 21 июля 2023    | Ultimo Live Stadi 2023    |                   |                |         |                   |

### Коллаборации
| Год                                                                             | Название                      | Артисты                                                                                | Чартовая позиция | Сертификация | Альбом                                  |
| Год                                                                             | Название                      | Артисты                                                                                | ITA              | Сертификация | Альбом                                  |
| ------------------------------------------------------------------------------- | ----------------------------- | -------------------------------------------------------------------------------------- | ---------------- | ------------ | --------------------------------------- |
| 2017                                                                            | Osg16                         | Ultimo, Comagatte, Eden, Young Slash, Xfetto, KAYLER, Nese Ikaro, Il Tre, Evrint Bless | —                | —            | —                                       |
| 2017                                                                            | Ricco e sobrio                | Tucano feat. Ultimo                                                                    | —                | —            | Fuga dalla realtà                       |
| 2018                                                                            | L’eternità (il mio quartiere) | Fabrizio Moro feat. Ultimo                                                             | 71               | - ITA: Oro   | —                                       |
| 2018                                                                            | Tenebre                       | Sercho feat. Ultimo                                                                    | —                | —            | Temporale                               |
| 2018                                                                            | E fumo ancora                 | Mostro feat. Ultimo                                                                    | —                | —            | Ogni maledetto giorno — Inferno edition |
| «—» обозначает, что сингл не вошел в чарт в Италии или не получил сертификацию. |                               |                                                                                        |                  |              |                                         |

### Автор и композитор для других исполнителей
| Год  | Название           | Исполнитель     | Альбом       |
| ---- | ------------------ | --------------- | ------------ |
| 2018 | Risparmio un sogno | Bianca Atzei    | /            |
| 2019 | L’odore del caffè  | Francesco Renga | L’altra metà |

## Награды
- Festival di Sanremo 2018
  - Победитель в категории «Nuove Proposte» (с песней Il ballo delle incertezze)
  - Premio Lunezia за музыкальную и текстовую ценность песни (композиция Il ballo delle incertezze)
  - Премия RTL 102.5 за лучшую радио-композицию (песня Il ballo delle incertezze)
- Wind Music Awards 2018
  - Премия за платиновый CD диск (альбом Peter Pan)
- Festival di Sanremo 2019
  - Премия TIMmusic (за песню I tuoi particolari)
  - Премия RTL 102.5 за лучшую радио-композицию (I tuoi particolari)
- Seat Music Awards 2019[25]
  - Премия Seat Music Awards за Самый Лучший Диск Colpa delle favole
  - Премия Seat Music Awards за Самый Лучший Сингл I tuoi particolari
  - Премия Seat Music Awards за Лучшее Живое Исполнение
  - Премия PMI «за вклад в развитие новых тенденций итальянской музыки»
  - Премия SIAE за первую партитуру Parlo ad un amico di te представленную на SIAE 9 июня 2011 года, когда Нику было 15 лет[26].
- Power Hits Estate 2022
  - Платиновая награда Power Hits за то, что Ultimo стал самым молодым итальянским певцом, продавшим более 600 000 билетов во время тура по стадионам[27].
- TIM Music Awards 2022
  - Премия TIM Music Awards за тур Ultimo Stadi 2022, получивший статус Diamond от SIAE, собравший более чем 600 000 зрителей.
  - Премия Assomusica за успех тура Ultimo Stadi 2022.
  - Премия TIM Music Awards за альбом Solo, получивший мультиплатиновый сертификат FIMI/GFK.
  - Бриллиантовый билет, подтверждающие посещение более чем 600 000 зрителей тура Ultimo Stadi 2022.